# Bumbun Duri
Bumbun Duri is een bestuurslaag in het regentschap Kerinci van de provincie Jambi, Indonesië. Bumbun Duri telt 697 inwoners (volkstelling 2010).